# Gagrella concinna
Gagrella concinna is een hooiwagen uit de familie Sclerosomatidae.